# Municipio de Santo Domingo Armenta
El municipio de Santo Domingo Armenta es uno de los 570 municipios del estado mexicano de Oaxaca. Su cabecera es la localidad de Santo Domingo Armenta.

## Geografía
El municipio de Santo Domingo Armenta colinda al norte con el municipio de Santa María Cortijo; al este con los municipios de San José Estancia Grande y Santiago Pinotepa Nacional; al sur con el Océano Pacífico; y al oeste con el municipio de Santiago Tapextla y el Estado de Guerrero.

## Localidades
El municipio de Santo Domingo Armenta cuenta con cinco localidades.
| Localidad             | Población (2020) |
| --------------------- | ---------------- |
| Santo Domingo Armenta | 2517             |
| Callejón de Rómulo    | 484              |
| Lagunillas            | 120              |

## Gobierno
| Presidente municipal           | Periodo   | Partido | Partido                              |
| ------------------------------ | --------- | ------- | ------------------------------------ |
| Delfino Hernández              | 1940      |         | Partido de la Revolución Mexicana    |
| Rubén Silva                    | 1941-1942 |         | Partido de la Revolución Mexicana    |
| Eliseo Noyola                  | 1943      |         | Partido de la Revolución Mexicana    |
| Bautista Cruz                  | 1945-1946 |         | Partido de la Revolución Mexicana    |
| Delfino Hernández S.           | 1947-1948 |         | Partido Revolucionario Institucional |
| Rubén Silva Hernández          | 1949-1950 |         | Partido Revolucionario Institucional |
| Rodolfo Roque Loya             | 1951      |         | Partido Revolucionario Institucional |
| Victoriano Bustos Baños        | 1952      |         | Partido Revolucionario Institucional |
| Bulfrano Ávila C.              | 1952      |         | Partido Revolucionario Institucional |
| David Serrano                  | 1953-1954 |         | Partido Revolucionario Institucional |
| Francisco Ayona Cruz           | 1954-1956 |         | Partido Revolucionario Institucional |
| Bautista Cruz Hernández        | 1957-1958 |         | Partido Revolucionario Institucional |
| Pantaleón González             | 1959      |         | Partido Revolucionario Institucional |
| Isaac Salinas Marín            | 1960-1962 |         | Partido Revolucionario Institucional |
| Bulfrano Ávila C.              | 1963-1965 |         | Partido Revolucionario Institucional |
| Rafael Loya B.                 | 1966-1968 |         | Partido Revolucionario Institucional |
| Pedro González                 | 1969      |         | Partido Revolucionario Institucional |
| Juvenal Melo                   | 1969-1970 |         | Partido Revolucionario Institucional |
| Luis Chávez Salinas            | 1971      |         | Partido Revolucionario Institucional |
| Tirso Colón Loya               | 1972-1974 |         | Partido Revolucionario Institucional |
| Egidio Domínguez               | 1975-1977 |         | Partido Revolucionario Institucional |
| Luis Vargas Ávila              | 1978-1980 |         | Partido Revolucionario Institucional |
| Perfecto González Cruz         | 1981-1983 |         | Partido Revolucionario Institucional |
| Obdulio Loiya de la Rosa       | 1984-1986 |         | Partido Revolucionario Institucional |
| Sebastián Rodríguez de la Rosa | 1987-1989 |         | Partido Revolucionario Institucional |
| Aquilino Bernal Loya           | 1990-1992 |         | Partido Revolucionario Institucional |
| Perfecto González Cruz         | 1993-1995 |         | Partido Revolucionario Institucional |
| Paulino Juan Ávila Olmedo      | 1996-1998 |         | Partido Revolucionario Institucional |
| Carlos Mayren López            | 1999-2001 |         | Partido Revolucionario Institucional |
| Martín Rebollar Mújica         | 2002-2004 |         | Partido Revolucionario Institucional |
| Mario Marcelino Loya Rojas     | 2005-2007 |         | Partido de la Revolución Democrática |
| Luis Nicolás Bernal Bustos     | 2008-2010 |         | Partido Revolucionario Institucional |
| Juan Bustos Laredo             | 2011-2013 |         | Partido Revolucionario Institucional |
| Mario Marcelino Loya Rojas     | 2014-2016 |         | Partido de la Revolución Democrática |
| Joél Noyola González           | 2017-2018 |         | Partido de la Revolución Democrática |
| Rosalina Serrano Salinas       | 2019-2021 |         | Partido Revolucionario Institucional |
| Damaris Domínguez Hernández    | 2022-2024 |         | Partido de la Revolución Democrática |